# Оулдкасъл
Вижте пояснителната страница за други значения на Оулдкасъл.
Оулдкасъл (на английски: Oldcastle; на ирландски: An Seanchaisleán) е град в североизточната част на Ирландия. Намира се в графство Мийт на провинция Ленстър на около 37 km северозападно от административния център на графството град Наван. Имал е жп гара от 17 март 1863 г. до 1 април 1963 г. Населението му е 1316 жители от преброяването през 2006 г. 